# Diplethmus granosus
Diplethmus granosus är en mångfotingart som beskrevs av Carl Graf Attems 1947. Diplethmus granosus ingår i släktet Diplethmus och familjen Ballophilidae.
Artens utbredningsområde är Costa Rica. Inga underarter finns listade i Catalogue of Life.